# Stanleytown
Stanleytown és una concentració de població designada pel cens dels Estats Units a l'estat de Virgínia. Segons el cens del 2000 tenia 1.515 habitants.

## Demografia
Segons el cens del 2000, Stanleytown tenia 1.515 habitants, 662 habitatges, i 442 famílies. La densitat de població era de 218,3 habitants per km².
Dels 662 habitatges en un 22,7% hi vivien nens de menys de 18 anys, en un 52% hi vivien parelles casades, en un 9,4% dones solteres, i en un 33,1% no eren unitats familiars. En el 27,9% dels habitatges hi vivien persones soles el 14% de les quals corresponia a persones de 65 anys o més que vivien soles. El nombre mitjà de persones vivint en cada habitatge era de 2,29 i el nombre mitjà de persones que vivien en cada família era de 2,73.
Per edats la població es repartia de la següent manera: un 17,8% tenia menys de 18 anys, un 8,8% entre 18 i 24, un 27,1% entre 25 i 44, un 25,6% de 45 a 60 i un 20,7% 65 anys o més.
L'edat mediana era de 42 anys. Per cada 100 dones de 18 o més anys hi havia 103,9 homes.
La renda mediana per habitatge era de 32.386 $ i la renda mediana per família de 36.927 $. Els homes tenien una renda mediana de 26.164 $ mentre que les dones 17.063 $. La renda per capita de la població era de 18.959 $. Entorn del 12,4% de les famílies i el 14,4% de la població estaven per davall del llindar de pobresa.

## Poblacions més properes
El següent diagrama mostra les poblacions més properes.